# Гомаа, Салех
Салех Гомаа (араб. صالح جمعة‎; 1 августа 1993, Эль-Ариш, Северный Синай, Египет) — египетский футболист, полузащитник клуба «Аль-Ахли».

## Клубная карьера
Гомаа, часто представлявшийся СМИ, как «египетский Андрес Иньеста», был вызван в олимпийскую сборную Египта и являлся самым молодым игроком Олимпийских игр 2012 года в Лондоне. Всего за год Гома сыграл за молодёжную, олимпийскую и главную сборную страны.
Гомаа начал свою футбольную карьеру в 2011 году, начав играть за первую команду клуба ЕНППИ. В 2014 году Салех отправился в аренду в Португалию, в клуб «Насьонал». Однако, во время игры за границей, игрок страдал от ишемии. В 2015 году вернулся на родину.